# Tabanus conterminus
Tabanus conterminus är en tvåvingeart som beskrevs av Walker 1850. Tabanus conterminus ingår i släktet Tabanus och familjen bromsar. Inga underarter finns listade i Catalogue of Life.